# Gelem, Gelem
Gelem, Gelem este imnul internațional al romilor. Este cunoscut de asemenea sub alte denumiri (unele similare) printre care "Gyelem, Gyelem", "Dzelem, Dzelem","Dželem, Dželem", "Djelem, Djelem", "Ђелем, Ђелем", "Џелем, Џелем", "Джелем, джелем" (în alfabetul chirilic), "Opré Roma" sau "Romale, Shavale".

## Istoric
Proveniența melodiei nu este prea clară, existând în prezent mai multe versiuni ale ei, dar toate îi atribuie o origine folclorică. Conform studiului elaborat de Elena Marushiakova și Vesselin Popov, cântecul a fost cules pentru prima dată de cântărețul de țambal bulgar Milan Aivazov (născut în 1922 în orașul Plovdiv, muzicant autodidact și care a făcut parte din Duetul Aivazov), care a ascultat-o de la bunicul său. După această versiune, Milan Aivazov și-a amintit melodia și titlul, dar a uitat textul .
După alte versiuni, melodia ar fi originară din România și a devenit populară în spectacolele de varietăți din anii '20-'30 ai secolului al XX-lea. În anii '60 ai aceluiași secol, melodia devenise foarte populară în Iugoslavia, existând mai multe texte pe aceeași muzică. Versurile cântecului au devenit foarte populare de-a lungul anilor, cântecul fiind folosit în anul 1967 drept coloană sonoră a filmului iugoslav "Am întâlnit țigani fericiți" (în sârbă Skupljači perja), în interpretarea actriței și cântăreței Olivera Vučo.
Pentru a evoca suferințele îndurate de romi în timpul celui de-al doilea război mondial (Poraimos), compozitorul iugoslav de etnie romă Jarko Jovanović a compus o variantă a cântecului și l-a pus pe muzica tradițională a romilor. Varianta în limba romanes ("Gelem, Gelem", cunoscut de asemenea sub numele de "Opré Roma" - Sus romule! sau cel de "Romale, Chavale" - Romilor, Flăcăilor), a fost adoptată ca imn internațional al romilor la primul Congres Mondial al Rromilor, ținut la Londra în zilele de 6-8 aprilie 1971.
Cu prilejul celui de-al doilea Congres Mondial al Romilor, ținut la Geneva în 1978, după cum își amintește Donald Kenrick, Jarko Jovanovic și medicul germano-elvețian Jan Cibula au rescris textul pe melodia populară devenită imn. Noua variantă a cântecului "Gelem, Gelem" a fost aprobată de Congres, care a cântat-o la sfârșitul întrunirii. O variantă postată pe pagina veche a Ministerului Educației din România este cea interpretată de Gheorghe Sarău, în anul 2004 [5]
La întâlnirile și congresele următoare, organizațiile naționale rome (în special din Europa Centrală) au adoptat treptat imnul ca imn oficial. Una dintre cele mai cunoscute interpretări se datorează cântărețului iugoslav Šaban Bairamovic care a înregistrat mai multe versiuni ale cântecului în anii '80 . În consonanță cu creativitatea deosebită a comunităților rome din întreaga lume, au fost scrise mai multe versuri pe muzica imnului romilor, inclusiv în limba română.
În anul 1990, Congresul Mondial al Rromilor de la Varșovia a publicat versurile oficiale ale acestui imn, care are patru strofe.

## Text
Există mai multe versiuni atât ale textului, cât și ale muzicii. În toate dintre ele se face referire la condiția nomadă a populației rrome. De asemenea, este menționată Legiunea Neagră (Kali Lègia), cu aluzie la culoarea uniformelor trupelor SS germane care au participat la genocidul populației rome în timpul celui de-al doilea război mondial și care poate fi extinsă ca un simbol al persecuțiilor seculare la adresa romilor.
Versiunea cea mai cunoscută a cântecului, cea devenită imn, este următoarea:
| Gelem, gelem, lungone dromentza Maladilem bokhale rromentza A, rromalen, kotar tumen aven, E tzahrentza, bokhale ciaventza? A Rromalen, A Chavalen! Sasas vi man bari familia, Mudardias la i kali legia. Sarren cindias: vi rromen, vi rromnien, Mashkar lende vi tzikne ciavorren. A Rromalen, A Chavalen! Putar, Devla, te kale udara Te shai dikhau mirri familia. Palem ka djau lungone dromentza Thai te phirau bahtale rromentza. A Rromalen, A Chavalen! Opre, rroma! Isi vaht akana, Aide mantza sa e lumiake rroma! O kalo mui thai e kale iakha Kamaua len sar e kale drakha. A Rromale, A Chavale! | Am cutreierat, am umblat de-a lungul drumurilor lungi, M-am întâlnit cu rromi înfometați. Hei, rromilor, de unde veniți Cu corturile și cu copii flămânzi? Hei rromilor, hei flăcăilor! Aveam și eu familie mare, Mi-a ucis-o Legiunile Negre, Pe toți i-a căsăpit: și pe bărbați și pe femei, Printre ei și pe micii copilași. Of rromilor, of flăcăilor! Deschide, Doamne, porțile tale cele negre Să-mi pot vedea familia Iarăși să merg pe drumurile lungi, Și să colind cu rromi fericiți. Of rromilor, of flăcăilor! Sus, omule! Este timpul acum, Haideți cu mine, toți rromii lumii! Fața cea neagră și ochii cei negri, Îi iubesc, precum pe strugurii negri. Of rromilor, of flăcăilor! |